# Ghiacciaio Medven
Il Ghiacciaio Medven (in lingua bulgara: ледник Медвен, lednik Medven) è un ghiacciaio antartico situato nella Penisola Ioannes Paulus II, nella parte centrale dell'Isola Livingston, che fa parte delle Isole Shetland Meridionali, in Antartide. 

## Caratteristiche
È situato a est dell'Etar Snowfield, a nord del Ghiacciaio Berkovitsa e a sud del Ghiacciaio Urdoviza. È delimitato dai pendii orientali delle Oryahovo Heights.
Il ghiacciaio ha una lunghezza di 2,5 km e una larghezza di 1,5 km; fluisce in direzione est nella Prisoe Cove della Hero Bay, tra Remetalk Point e Agüero Point. 

## Denominazione
La denominazione è stata assegnata dalla Commissione bulgara per i toponimi antartici in riferimento al paese di Medven, situato nella parte orientale dei Monti Balcani, in Bulgaria.

## Localizzazione
Il ghiacciaio è centrato alle coordinate 62°32′50″S 60°42′50″W.
Rilevazione topografica bulgara sulla base dei dati della spedizione Tangra 2004/05 con mappatura nel 2005, 2009. 

## Mappe
- L.L. Ivanov. Antarctica: Livingston Island and Greenwich, Robert, Snow and Smith Islands. Scale 1:120000 topographic map.  Troyan: Manfred Wörner Foundation, 2009.  ISBN 978-954-92032-6-4